# Kolina
Kolina, expresión derivada de Corriente para la Liberación Nacional, es el nombre de un partido político de Argentina, fundado en 2010. El partido participó de las elecciones presidenciales de 2011 dentro del Frente para la Victoria, que resultó ganador con la candidatura de Cristina Fernández de Kirchner. El presidente del partido es Carlos Castagneto.

## Historia

### Fundación
Kolina fue creado el 20 de julio de 2010, por Néstor Kirchner, como una corriente antes que como un partido, con el fin de expresar un "espacio político del movimiento nacional", que vaya más allá de la idea de partido, admitiendo la actuación en el mismo de personas no afiliadas al partido.
El partido integró en las elecciones presidenciales de 2011 el Frente para la Victoria, que resultó ganador con la candidatura de Cristina Fernández de Kirchner. En las elecciones presidenciales de 2015 también integró el FpV con la candidatura presidencial de Daniel Scioli, resultando derrotada en el balotaje. En las elecciones legislativas de 2017 decidió integrar en algunos distritos la alianza Unidad Ciudadana, promovida por Cristina Kirchner.

### De la fundación al gobierno de Santa Cruz
La líder del partido, Alicia Kirchner, fue elegida gobernadora en las elecciones del 25 de octubre de 2015, cuando el Frente para la Victoria obtuvo 84 433 votos (el 51%), mientras que Unión Para Vivir Mejor obtuvo (el 45,81%). Al asumir su cargo, declaró que la provincia estaba «quebrada» y pidió al gobierno nacional que continuara enviando fondos para asistirla. A raíz de ese déficit y de que el gobierno nacional de entonces no envío los fondos hasta mayo del 2016, tras hacer un relevamiento de los empleados públicos para poder reducir gastos porque «no se sabe con exactitud la nómina de empleados públicos y el lugar donde se registran.»' Una de sus primeras decisiones fue la de no renovar los contratos de empleados públicos del Ministerio de Desarrollo Social que vencían el 31 de diciembre de 2015.

### Actividad legislativa nacional
Desde su fundación el partido presentó deceneas de diferentes proyectos de ley entre ellos:
- Proyecto de Ley sobre Marca Colectiva.[11]
- Proyecto de Ley sobre Promoción y Regularización del Microcrédito (Ley 26.117).[12]
- Proyecto de Ley de Prevención y Sanción de la Trata de Personas y Asistencia a sus Víctimas (Ley 26.364).[13]
- Proyecto de Ley sobre Centros de Desarrollo Infantil (Ley 26.233).[14]
- Proyecto de Ley creando el Consejo Nacional de la Juventud.[15]
- Proyecto de Ley sobre Protección de la Maternidad - Paternidad Biológica y Adoptiva, Reformas de las Leyes 20744 (Contrato de Trabajo) y 24716.[16]

### Kolina a nivel Nacional

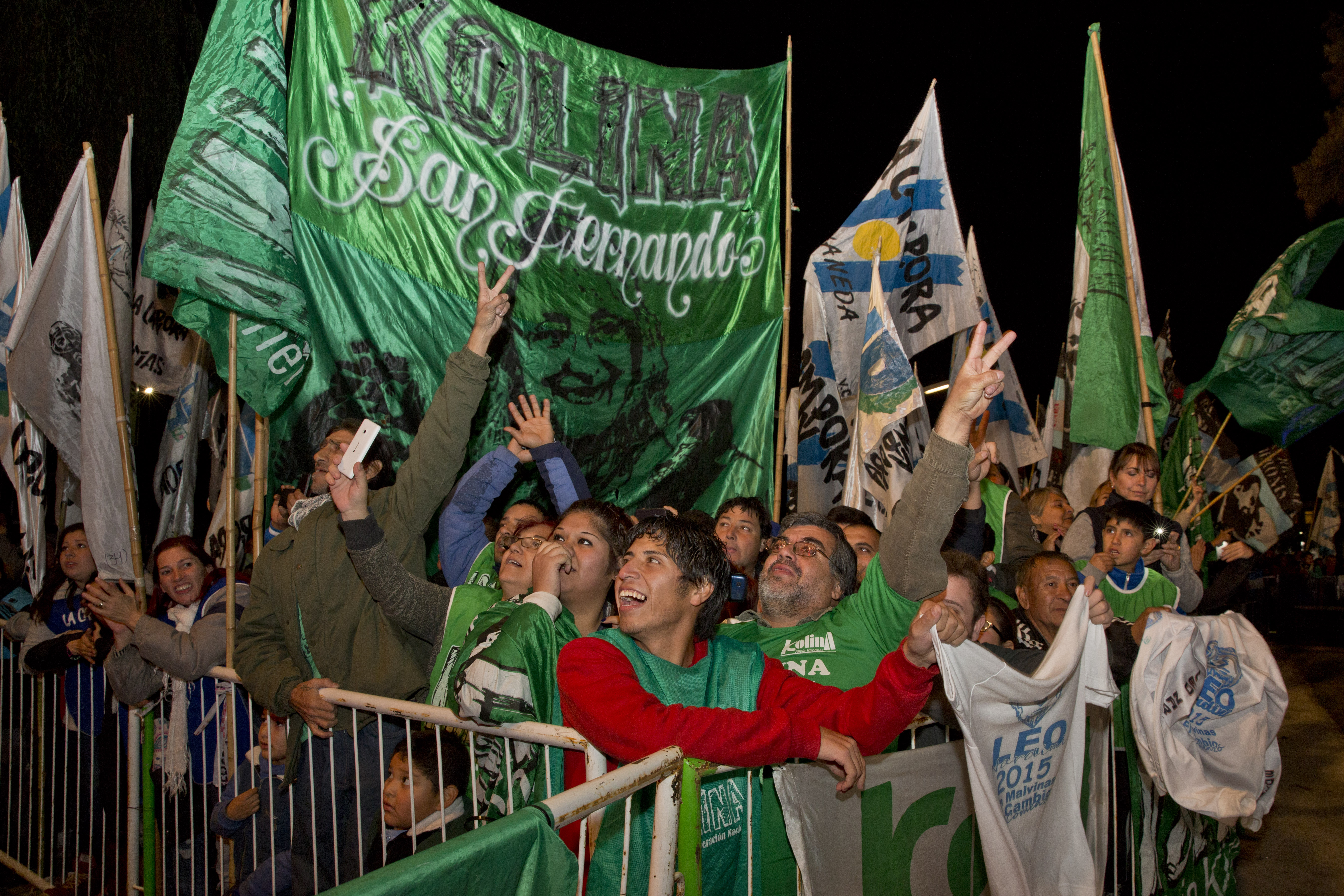
Militantes de Kolina en 2015.

Desde su fundación, en 2010, Kolina, ha formado parte de la alianza electoral Frente para la Victoria, presentándose a las elecciones legislativas con dicha coalición. El partido ha respaldo tanto las candidatura de Cristina Fernández de Kirchner, en 2011, como la de Daniel Scioli, en 2015.
En el año 2017, Kolina formó parte de los partidos fundadores de la alianza Unidad Ciudadana, junto al Frente Grande, Partido de la Victoria, Partido Comunista (Congreso Extraordinario), Alianza Compromiso Federal, Movimiento Nacional Alfonsinista, Nuevo Encuentro, Partido Solidario, Unidad Socialista para la Victoria y el Partido de la Concertación FORJA, para competir en las elecciones legislativas del 2017. 
Actualmente, el presidente del partido Carlos Castagneto es titular de la Administración Federal de Ingresos Públicos. 
Entre 2019 y 2023 formó parte del Frente de Todos. Desde 2023 conforma la coalición electoral Unión por la Patria

## Resumen electoral

### Elecciones presidenciales
|  | 54,11 % |

|  | 37,08 % |

|  | 48,66 % |

|  | 48,24 % |

|  | 36,78 % |

|  | 44.35 % |

### Elecciones gobernador de Santa Cruz
|  | 34,80 % |

|  | 34,42 % |

|  | 16,56 % |

#### Buenos Aires
| Año  | Votos     | %     | Diputados | Senadores | Posición | Presidencia          | Nota             |
| ---- | --------- | ----- | --------- | --------- | -------- | -------------------- | ---------------- |
| 2017 | 3.383.114 | 36,28 | 1/35      | 1/3       | Minoría  | Mauricio Macri (PRO) | Unidad Ciudadana |

#### Santa Cruz
| Año  | Votos  | %    | Bancas ganadas | Posición | Presidencia          | Nota                    |
| ---- | ------ | ---- | -------------- | -------- | -------------------- | ----------------------- |
| 2017 | 53.207 | 32,3 | 1/3            | Minoría  | Mauricio Macri (PRO) | Frente para la Victoria |